# Wavrans-sur-l'Aa
Wavrans-sur-l'Aa är en kommun i departementet Pas-de-Calais i regionen Hauts-de-France i norra Frankrike. Kommunen ligger i kantonen Lumbres som tillhör arrondissementet Saint-Omer. År 2022 hade Wavrans-sur-l'Aa 1 211 invånare.

## Befolkningsutveckling
Antalet invånare i kommunen Wavrans-sur-l'Aa
| Referens: INSEE |